# 磷酸镱
磷酸镱是一种无机化合物，化学式为YbPO4。它的二水合物可由氯化镱和磷酸反应得到。它的无水物可由焦磷酸硅和氧化镱或氯化镱反应制得。
SiP2O7 + Yb2O3 → 2 YbPO4 + SiO2
6 SiP2O7 + 8YbF3 → 8 YbPO4 + 3 SiF4 + 4 POF3 + 3 SiO2
它在高温分解，生成多磷酸盐并挥发出五氧化二磷。